# Ilnacora nigrinasi
Ilnacora nigrinasi är en insektsart som först beskrevs av Van Duzee 1916.  Ilnacora nigrinasi ingår i släktet Ilnacora och familjen ängsskinnbaggar. Inga underarter finns listade i Catalogue of Life.